# حقل منيفة

جزر اصطناعية في حقل منيفة النفطي السعودي

حقل منيفة هو حقل نفط مغمور، وخامس أكبر حقول النفط في العالم. وأحد أقدم الحقول البحرية النفطية. يقع في المياه الإقليمية للمملكة العربية السعودية على الخليج العربي، على بعد قرابة 110 كلم شمال مدينة الظهران شرق السعودية. تم اكتشافه في عام 1957، وبدأ الإنتاج فيه في عام 1964، بلغت طاقته الإنتاجية آنذاك 125 ألف برميل يوميًا. وفي عام 2011 وصلت الطاقة الإنتاجية للحقل 900 ألف برميل يوميًا.
يبلغ طول الحقل 45 متر، وعرضه 18 متر. ويحوي 350 بئرًا، ذات أعماق قصوى تصل إلى أبعد من 32000 قدم، و6 مكامن للزيت. وبني على شكل سلسلة من الجزر تضم 27 جزيرة اصطناعية، تربطها مجموعة من الجسور بأطوال يبلغ مجموعها 41 كيلومتراً، أنشئت من أجل الحفاظ على دوران المياه في خليج منيفة، فقد مكّن هذا التصميم المبتكر من المحافظة على محاضن الحياة البحرية والبيئة الطبيعية ودورة الحياة في المنطقة البحرية للحقل.
ينتج الحقل النفط العربي الثقيل، وسيخصص إنتاجة لتغذية معامل التكرير في مصفاتي ساتورب بالجبيل وياسرف بينبع، حيث يذهب 400 ألف برميل يومياً لمعمل ساتورب للتكرير في الجبيل، ونفس الكمية لمعمل ياسرف للتكرير في ينبع، بينما تذهب 100 ألف برميل يومياً إلى المنشآت الصناعية التي تقع بالقرب من محيط منطقة الحقل على ضفاف الخليج العربي.

## التاريخ
اكتشف حقل منيفة في عام 1957، عبر بئر منيفة التجريبية رقم 1 وهي بئر الاكتشاف للحقل. وبدأ إنتاج البئر في عام 1964، حيث أنتجت مرافقها 125 ألف برميل من النفط يوميا. توقف الإنتاج في حقل منيفة عام 1984 لانخفاض الطلب على النفط آنذاك. ومع ارتفاع الطلب العالمي على النفط تقرر البدء بتطوير حقل منيفة في عام 2006.

## مراحل تطوير الحقل
استغرق العمل على تطوير حقل منيفة أكثر من 7 أعوام، وأكثر من 4 ملايين ساعة من العمل الهندسي، وأكثر من 21 ألف عامل. وفي عام 2008 وضعت أول ركيزة لأطول جسور مشروع تطوير حقل منيفة في قاع البحر، وتم تشييد 14 جسر للحفاظ على الدورة الحيوية للمياه البحرية بخليج منيفة. وبحلول عام 2013 كانت قد تمت المرحلة الأولى من مراحل تطوير الحقل، أضيف خلالها 350 بئر جديدة، وبدأت خلاله مرحلة التشغيل التجريبي لمرافق المعالجة المركزية بالحقل، بغية إنتاج 500 ألف برميل يوميًا.

## مرافق الحقل
يحتوي حقل منيفة على 27 جزيرة حفر صناعية، تتصل الجزر بالشاطئ من خلال جسر بحري يبلغ طوله 41 كم. إلى جانب 13 منصة بحرية لإنتاج النفط وحقن المياه، إضافة إلى خطوط الأنابيب وكابلات الكهرباء والاتصالات المغمورة في المياه. ويضم معملًا للمعالجة المركزية يحتوي مرافق فرز الغاز من الزيت، ومعالجة الغاز، إلى جانب معمل حقن المياه ومحطات الإنتاج المزدوج. إضافة إلى شبكة إمدادات المياه والتي تلبي احتياج حقن المياه من طبقة الوسيع الحاملة للماء في منطقة أبو حدرية. إلى جانب خطوط أنابيب تجميع الزيت الخام وحقن المياه من المنصات البحرية، والجسر البحري الرابط بين الجزر الصناعية ومواقع الحفر على اليابسة. كما تشمل المرافق شبكات خطوط انابيب حقن المياه، وخطوط أنابيب التوزيع والتي تعمل على نقل الزيت الخام إلى ساحة الخزانات في الجعيمة، وتقوم بنقل الغاز والمكثفات إلى معمل الغاز في الخرسانية.